# Підвісний міст Шарля Куонена
Підвісний міст Шарля Куонена — підвісний пішохідний міст, що з'єднує дві ділянки гірської туристичної стежки Europaweg між гірськими селищами Грехен і Церматт у кантоні Вале, Швейцарія. Найдовший у світі підвісний пішохідний міст станом на липень 2017 року.
Міст побудовано 2017 року швейцарською компанією Swissrope за 10 тижнів. Попередній пішохідний міст, що існував на цій ділянці туристичної стежки, був демонтований 2010 року, оскільки внаслідок каменепаду став непридатний для використання вже за 2 місяці після введення в експлуатацію.
Для захисту нового мосту від непередбачуваних каменепадів, викликаних рухом льодовика, його довелося прокласти нижче і зробити довшим за попередній. Таким чином, обрана конструкція зі сталевої сітки та тросів має довжину 494 м і розташована на висоті 85 м над дном долини.  Міст обладнаний демпферними пристроями, що попереджають вібрацію. Ширина мосту становить 65 сантиметрів, діаметр тросів — 53 мм, вага тросів — 8 тонн. Загальна вага конструкції — 58 тонн. На момент відкриття в липні 2017 року споруда вважалась найдовшим у світі пішохідним підвісним мостом.
У фінансуванні проекту вартістю  730 000 швейцарських франків взяли участь навколишні комуни Грехен, Ранда, Санкт-Ніколас, Теш та Церматт, а також місцеві компанії-постачальники туристичних послуг. Суттєву різницю (понад 100 000 франків) між зібраними коштами та загальною сумою надав психолог і бізнесмен, співвласник виноробної компанії Gregor Kuonen Caveau de Salquenen AG Шарль Куонен.